# Józefków (województwo opolskie)
Józefków (niem. Jauchendorf, do 1 kwietnia 1986 Juskie) – wieś w Polsce położona w województwie opolskim, w powiecie namysłowskim, w gminie Namysłów.
W latach 1975–1998 miejscowość administracyjnie należała do ówczesnego województwa opolskiego.

## Nazwa
W księdze łacińskiej Liber fundationis episcopatus Vratislaviensis (pol. Księga uposażeń biskupstwa wrocławskiego) spisanej za czasów biskupa Henryka z Wierzbna w latach 1295–1305 miejscowość wymieniona jest w zlatynizownej formie Jugowitz.

## Zabytki
Do wojewódzkiego rejestru zabytków wpisany jest dwór, obecnie dom nr 12, z 1870 r., 1915 r.